# Культурный артефакт
Культурный артефакт — что-либо, созданное людьми и передающее информацию о культуре своих создателей и пользователей; любой искусственно созданный объект, имеющий как определённые физические характеристики, так и знаковое, символическое содержание. Термин используется в социальных науках, в частности в антропологии, этнологии и социологии.
Культурный артефакт — это более общий термин к понятиям социальный артефакт и археологический артефакт. Культурные артефакты могут включать в себя объекты, полученные из археологических раскопок (археологические артефакты), а также могут включать в себя объекты современного общества или недавнего прошлого (социальные артефакты). Например, для антропологии токарный станок XVII века, кусок фаянса или телевизор являются богатыми источниками информации о времени, в котором они были произведены и использованы.
Культурные артефакты, будь то древние или нынешние, имеют значение, поскольку помимо прочего они дают представление о технологических процессах, экономическом развитии и социальной структуре. По словам Маркса Вартофского, «артефакт является для эволюции культуры тем же, чем ген является для биологической эволюции». Согласно Кеннету Боулдингу, экономическое развитие представляет собой эволюцию человеческих артефактов.
Вартофский классифицирует артефакты следующим образом:
- первичные артефакты: используемые в производстве (например, молоток, вилка, лампа или камера);
- вторичные артефакты: артефакты, производные от первичных (например, пользовательская инструкция для камеры);
- третичные артефакты: представления вторичных артефактов (такие, как скульптура пользовательской инструкции для камеры).

Социальные артефакты, в отличие от археологических артефактов, не обязательно имеют физическую форму (см., например, виртуальный артефакт), также они не обязательно имеют историческую ценность (предметы, созданные несколько секунд назад, могут быть классифицированы как социальные артефакты).

## Дальнейшее чтение
- Habib, Laurence, and Line Wittek (2007). The portfolio as artifact and actor. Mind, Culture and Activity, Vol. 14, No. 4, ISSN 1074-9039.